# Lakselv
70°2′49″N 24°58′14″Ø / 70.04694°N 24.97056°Ø
Lakselv (nordsamisk Leavdnja, kvensk Lemmijoki) er en by og er administrationscenteret i Porsanger kommune i Troms og Finnmark fylke i Norge. Byen har 2.206 indbyggere (2011). Lakselv ligger inderst i Porsangerfjorden. E6 går gennem byen, og fra Lakselv går riksvei 98 til Tana bru.

## Erhvervsliv
Lakselv har en mellemstor flyveplads, Lakselv Lufthavn, Banak, med daglige forbindelser til Tromsø og Kirkenes betjent af Widerøe, såvel som charterflyvninger i sommersæsonen. På flyvepladsen, der ligger cirka 2,5 kilometer nord for Lakselv centrum, er også redningshelikoptereskadrillen ved Banak flyplads stationeret; Eskadrillen har to Sea King helikoptere.
Lakselv har et stort udvalg af forretninger og varer sammenlignet med folketallet, og fungerer også som et handelssted for omkringliggende kommuner. Lakselv er for øvrigt Finnmarks fjerde største handelssted.
Lakselv huser også Finnmarkseiendommen (FeFo), som blev oprettet 1. juli 2006. FeFo forvalter 95 % af jorden i Finnmark.

## Fritidsaktiviteter
I juli arrangeres udendørsarrangementet Midnattsrocken på Brennelvneset som samler tusindvis festivaldeltagere. Festivalen ble arrangeret i årene 1984-1989 og efter en pause blev blev de genoptaget i 2001. Festivalen er nu blandt de største musikfestivaler i Nord-Norge.
Naturen omkring Lakselv har mange muligheder for friluftsliv. Lakselven løber igennem Lakselvdalen og er kendt for store laks.
Porsanger Idrætspark ligger i Lakselv, med fodboldhal, sportshal og stadion.

## Personer fra Lakselv
Lars Iver Strand som spiller for Vålerenga Fotball er fra Lakselv.